# Truncatoflabellum angiostomum
Truncatoflabellum angiostomum is een rifkoralensoort uit de familie van de Flabellidae. De wetenschappelijke naam van de soort is voor het eerst geldig gepubliceerd in 1919 door Folkeson.